# Jacko Ostapczuk
Jacko Ostapczuk (ur. 1873, zm. 1959 w Użhorodzie) – ukraiński polityk, działacz społeczny Galicji i Rusi Podkarpackiej.
Do 1897 należał do Ukraińskiej Partii Radykalnej, później do Ukraińskiej Partii Socjal-Demokratycznej. Był posłem do Rady Państwa XI kadencji.
W 1912 przeprowadził się na Zakarpacie. W czasie I wojny światowej działał w Związku Wyzwolenia Ukrainy, w obozie jenieckim Freistadt. W 1920 był jednym z założycieli Ukraińskiej Partii Socjal-Demokratycznej na Zakarpaciu (i przez jakiś czas jej przewodniczącym na Zakarpaciu). Po ataku Węgier na Ukrainę Karpacką w marcu 1939, udał się na emigrację do Protektoratu Czech i Moraw.

## Literatura
- Енциклопедія українознавства, Lwów 1993, t. 5, s. 1897